# Глєбова Марія Михайлівна
Марія Михайлівна Глєбова (Глєбова-Федорова; Глєбова-Соловцова; 1840, Ярославська губернія — 1 вересня 1919) — драматична актриса, театральний діяч, антрепренер.

## Біографія
Народилася в 1840 році в Ярославській губернії Російської імперії. У 1867 році закінчила Петербурзьке театральне училище. Працювала в Александринському театрі в Петербурзі, в Москві, різних театральних трупах в провінції. У 1884—1891 роках — В Товаристві драматичних акторів під керівництвом М. М. Соловцова, яке з 1886 року широко гастролювало в Києві, Харкові, Одесі. У 1891 році разом зі своїм чоловіком М. М. Соловцовим заснувала в Києві російський драматичний театр «Соловцов», який очолювала в 1902—1905 роках після смерті чоловіка.
Жила в Києві. Померла 1 вересня 1919 року. Була похована разом з чоловіком, на Аскольдовій могилі, а в 1938 році перепохована на Байковому кладовищі (ділянка № 1, 50°25′2″ пн. ш. 30°30′38″ сх. д. / 50.41722° пн. ш. 30.51056° сх. д.; надгробок — мармур, парний портрет подружжя; скульптор Михайло Морозов). Могила охороняється Спілкою театральних діячів України.

## Ролі
- Катерина, Лариса («Гроза», «Безприданниця» Островського);
- Марьіца («Каширська старовина»);
- Маргарита Готьє, Лідія («Скажені гроші»);
- Кручиніна («Без вини винні»);
- Марія Стюарт (однойменна трагедія Шиллера) та інші.